# Сен-Рьёль
Сен-Рьёль (фр. Saint-Rieul, брет. Sant-Rieg) — коммуна во Франции, находится в регионе Бретань. Департамент — Кот-д’Армор. Входит в состав кантона Ламбаль. Округ коммуны — Сен-Бриё.
Код INSEE коммуны — 22326.

## География
Коммуна расположена приблизительно в 360 км к западу от Парижа, в 70 км северо-западнее Ренна, в 27 км к востоку от Сен-Бриё.

## Население
Население коммуны на 2016 год составляло 548 человек.
| 1962 | 1968 | 1975 | 1982 | 1990 | 1999 | 2008 | 2016 |
| ---- | ---- | ---- | ---- | ---- | ---- | ---- | ---- |
| 305  | 306  | 281  | 312  | 344  | 328  | 422  | 548  |

## Экономика

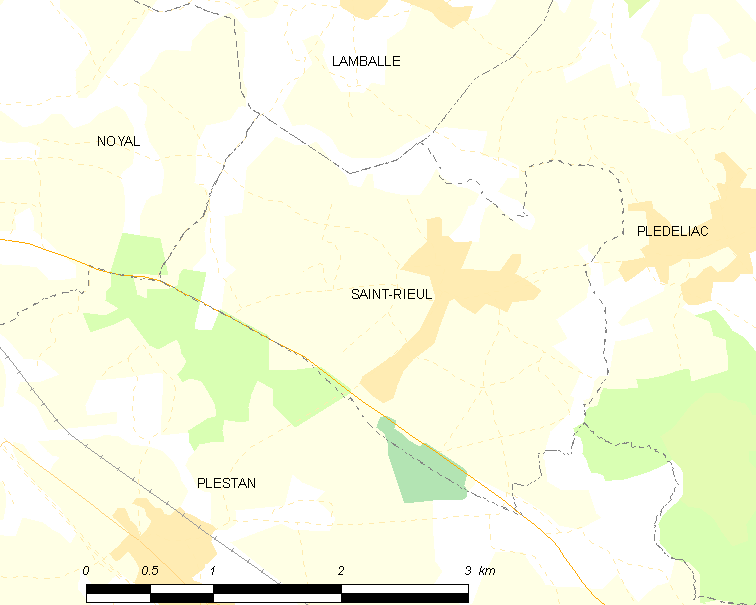
Карта коммуны

В 2007 году среди 259 человек в трудоспособном возрасте (15—64 лет) 203 были экономически активными, 56 — неактивными (показатель активности — 78,4 %, в 1999 году было 73,0 %). Из 203 активных работали 194 человека (109 мужчин и 85 женщин), безработных было 9 (1 мужчина и 8 женщин). Среди 56 неактивных 17 человек были учениками или студентами, 22 — пенсионерами, 17 были неактивными по другим причинам.